# The Roughneck (1924)
The Roughneck is een Amerikaanse avonturenfilm uit 1924 onder regie van Jack Conway.

## Verhaal
Kapitein McCara maakt de weduwe Anne Delaney wijs dat haar zoon Jerry is omgekomen in een ongeluk. Hij lokt haar mee naar een eiland in de Stille Zuidzee met de belofte om met haar te trouwen. Een paar jaar later laat hij Anne stikken. Haar zoon Jerry verdient inmiddels zijn boterham als bokser in San Francisco. Na een wedstrijd denkt hij dat hij zijn tegenstander heeft doodgeslagen. Hij reist daarna in paniek mee als verstekeling op een schip naar de Stille Zuidzee. Aan boord wordt hij verliefd op de schilderes Felicity Arden, maar hij durft haar zijn liefde niet te verklaren uit angst voor afwijzing. Op het eiland treft hij zijn moeder aan, die een nieuw leven is begonnen tussen de inboorlingen. Hij redt Felicity bovendien uit de klauwen van McCara. Terug in San Francisco komt hij erachter dat zijn tegenstander gezond en wel is. Jerry en Felicity trouwen met de toestemming van zijn moeder.

## Rolverdeling
| Acteur         | Personage         |
| -------------- | ----------------- |
| George O'Brien | Jerry Delaney     |
| Billie Dove    | Felicity Arden    |
| Harry T. Morey | Kapitein McCara   |
| Cleo Madison   | Anne Delaney      |
| Charles Sellon | Sam Melden        |
| Anne Cornwall  | Zelle             |
| Harvey Clark   | Bokspromotor      |
| Marion Aye     | Meisje van Marrat |
| Edna Eichor    | Zamina            |
| Buddy Smith    | Jerry Delaney     |